# The Writing on the Wall
The Writing on the Wall er en amerikansk stumfilm fra 1910 af Barry O'Neil.